# Honda RC100
A Honda RC100 (más néven Honda RC-F1 1.0X) egy sosem versenyzett, prototípus Formula–1-es autó, amelyet a Honda kutatási és fejlesztési részlegénél készítettek, a gyár nemhivatalos projektjeként. 1993-ban építették meg, majd később még két kasztnit, RC101 és RC101B néven, mielőtt leállították volna a projektet.
Ez a projekt nem azonos a Honda RA099 nevű autóval, amelyet a gyár a 2000-ben való visszatérés céljából épített.

## Története
Az 1992-es bajnoki idény során a Honda bejelentette, hogy elhagyja a Formula–1-et, amelyben 1984 óta volt jelen motorszállítóként. Erre azután került sor, hogy a motorgyártó az elmúlt évtized során dominálta a sportágat és új kihívásokat keresett. Miközben a CART-ban próbálkoztak, a Mugen Motorsport révén Mugen-Honda néven 2000-ig volt jelen a patinás márkanév.
Az autógyár mérnökei azonban azon munkálkodtak, hogy a Honda gyári csapatként térjen vissza a Formula–1-be, úgy, ahogy az 1960-as évek óta nem voltak jelen. A Honda vezetői ugyanis a morál és a motiváció növelése érdekében arra bátorították a mérnököket, hogy éljék ki kreativitásukat. Az autósportokra biztosított költségvetésből egy kicsit mindig félre tudtak tenni arra, hogy ezek a nemhivatalos projektek megvalósulhassanak.
1991-ben a gyár dolgozói önkéntes alapon elkezdtek fejleszteni egy Formula–1-es kasztnit. Mivel nem állt a rendelkezésükre egyetlen korabeli autó se, pusztán számítások és analízis alapján dolgoztak. Az év végén szert tettek egy Honda RA121E motorblokkra, amelyet a McLaren MP4/6-ban használtak.
A tesztekkor a mérnökök elégedettek voltak a monocoque-kel és a felfüggesztéssel, de az aerodinamikával már nem annyira, ezért nekiláttak egy újabb autó fejlesztésének. Ez lett az RC-F1 1.5X, más néven az RC101. Ez az autó már az 1993-as szabályok mentén épült meg, felhasználva a korábbi tapasztalatokat. A motor az eggyel újabb, RA122E specifikációjú V12-es egység volt, amit a McLaren MP/7A-ban használtak, és belekerült a gyár saját hatsebességű félautomata váltója is. Építése közben a cég elnöke, Kavamoto Nobuhiko is tudomást szerzett a projektről, és bár figyelemmel kísérte, leszögezte, hogy ez még mindig nem a gyár hivatalos projektje. A kész kasztnit 1993 februárjában mutatták be, sőt még egy töréstesztnek is alávetették. Az a kasztni ebben megsemmisült, de ez alapján építettek egy újat, amit 1994 januárjában Nakadzsima Szatoru pályára is vitte Szuzukában. Mivel a Honda inkább a CART-ra szeretett volna koncentrálni, a tesztek hamar véget is értek.

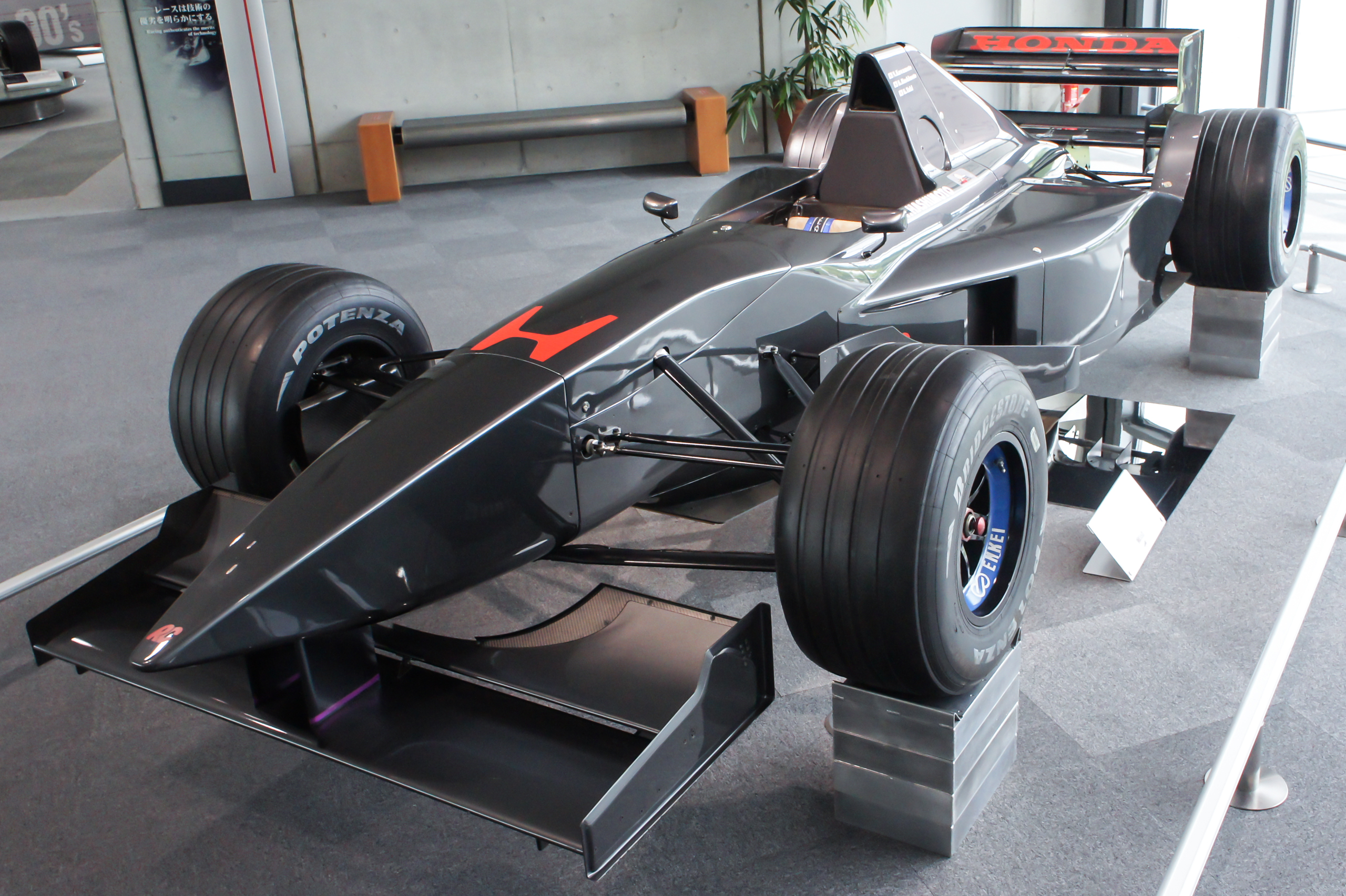
Az RC101B modell

Épült egy harmadik kasztni is, ezúttal az 1995-ös szabályoknak megfelelően. Az RC101B/RC-F1 2.0X jellegzetessége volt az elődökhöz képest a megemelt orr és az átalakított padlólemez, a motor a Mugen Honda blokkja volt, és bordázott Bridgestone gumikat kapott.
Valamennyi autó esetében azt tervezték, hogy a 2001-es Honda Fesztivál után bezúzzák őket. Erre végülis nem került sor, hanem mindhármat kiállítási tárgyként mutatnak be a mai napig a Honda különféle üzemegységeiben.